# Città di Charles Sturt
La città di Charles Sturt è una Local Government Area che si trova in Australia Meridionale. Essa si estende su una superficie di 52,14 chilometri quadrati e ha una popolazione di 106.995 abitanti. La sede del consiglio si trova a Woodville.